# Российская оккупация Черниговской области
Российская оккупация Черниговской области в ходе российско-украинской войны продолжалась с 24 февраля по 3 апреля 2022 года. Руководство Вооружённых сил РФ планировало захватить областной центр Чернигов и выйти на шоссе, соединяющее город с Киевом. Уже 25 февраля российские солдаты подошли к окраинам Чернигова, однако благодаря выстроенной обороне ВСУ им не удалось взять город. Руководство российской армии приняло решение окружить Чернигов и атаковать его с помощью авиации и артиллерии. Для этого были захвачены поселения к северу от города — Ягодное, Колычовка, Ивановка, Залесье, Новый Быков, Новая Басань, Лукашовка и другие. Несмотря на ожесточённые бои, продолжавшиеся весь март, российская армия не смогла зайти в Чернигов. В начале апреля, после серии военных неудач, российские войска были выведены из области.
25 мая 2022 года власти Черниговской области заявили, что за период активных боевых действий погибли более 500 гражданских лиц, а более 1500 человек были ранены. За время оккупации региона по всей области были зафиксированы многочисленные разрушения гражданской и критической инфраструктуры; жилой фонд отдельных поселений был разрушен на 60—70 %. После деоккупации в начале апреля были обнаружены свидетельства массовых убийств, пыток, похищений и мародёрства, совершённых российскими войсками.

## Хроника вторжения

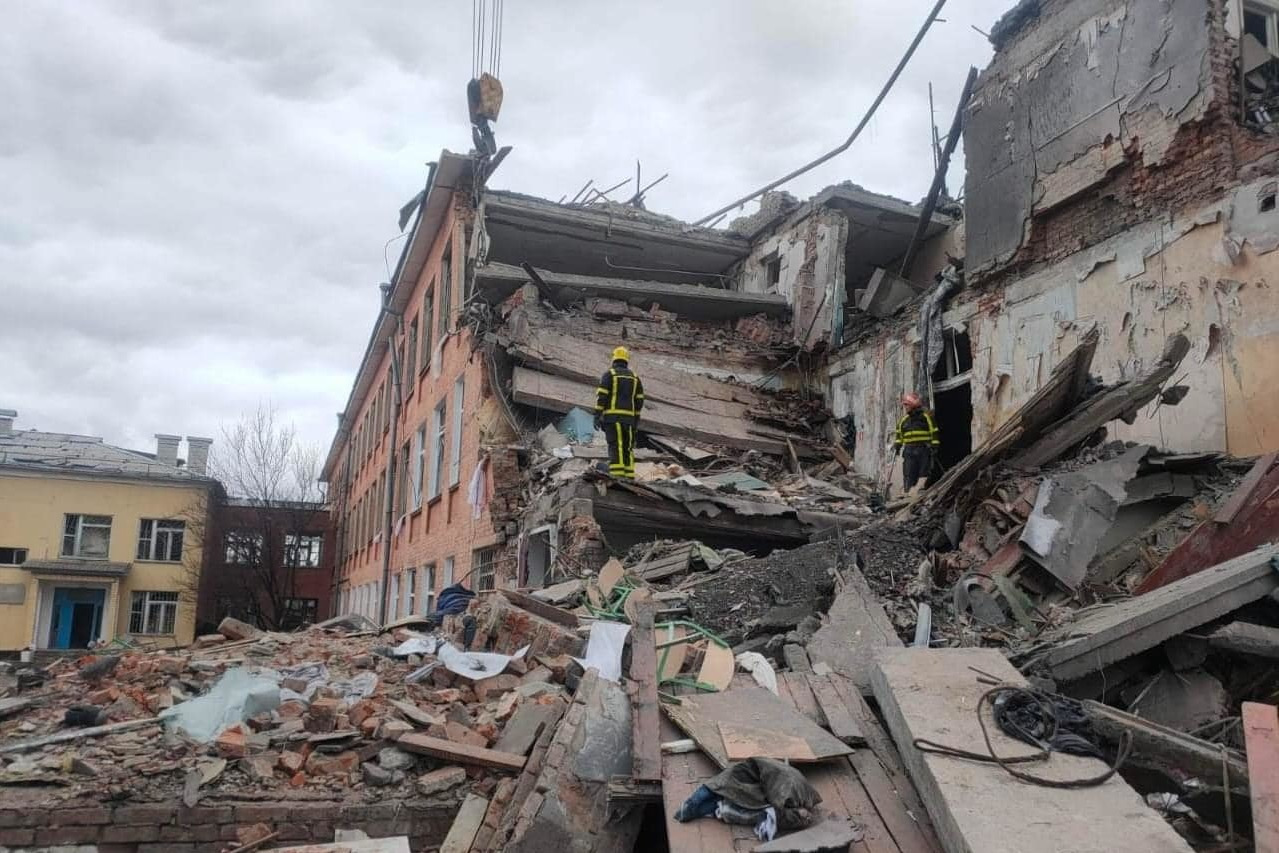
Школа № 18 Чернигова после российского обстрела

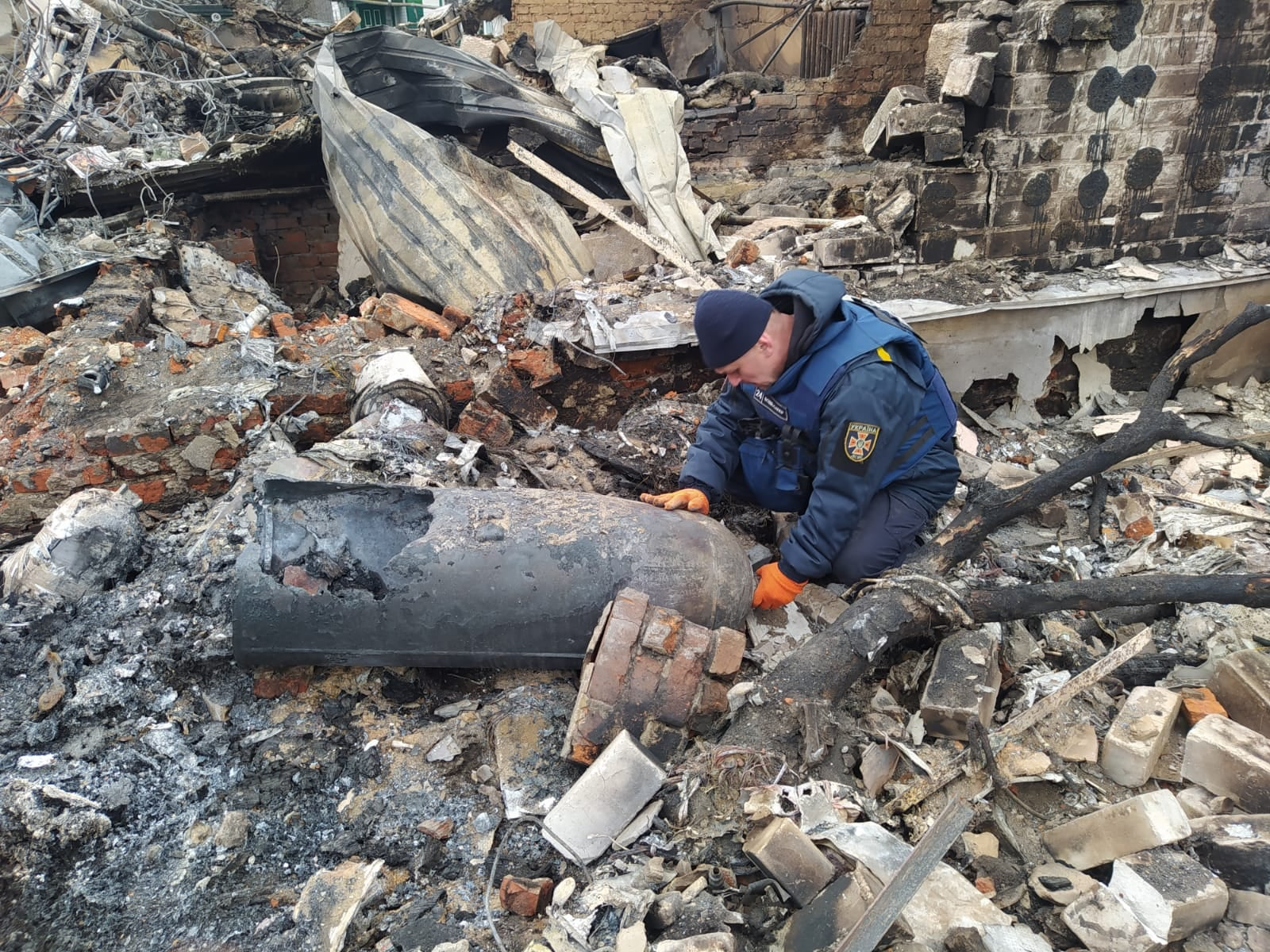
Сотрудники ГСЧС Украины обезвреживают российские боеприпасы во время боёв за Чернигов, 9 марта 2022

24 февраля 2022 года российская армия вторглась на территорию Черниговской области. Наступление велось со стороны Беларуси. Главной целью российской армии был выход на шоссе, соединяющее Чернигов с Киевом, чтобы атаковать столицу Украины с севера. Уже 25 февраля отдельные российские штурмовые бригады предприняли попытку десантироваться и прорваться в Чернигов. Однако солдаты ВСУ выстроили в городе надёжную линию обороны, благодаря которой российским войскам так и не удалось захватить областной центр. В ответ российское командование инициировало осаду Чернигова и приняло решение занять близлежащие сёла. К началу марта были оккупированы Ягодное, Колычовка, Ивановка, Залесье, Новый Быков, Новая Басань, Лукашовка и другие поселенияЯгодное, Колычовка, Ивановка, Залесье, Новый Быков, Новая Басань, Лукашовка и другие поселения. 1 марта глава Черниговской областной администрации Вячеслав Чаус заявил, что все выезды из города заминированы, и призвал жителей оставаться дома.
Ожесточённые бои на подступах к Чернигову продолжались бо́льшую часть марта. Всё это время город был полностью окружён — 3 марта российские солдаты взорвали мост через реку Десну, через который проходила дорога на Киев, в результате чего Чернигов оказался отрезан от основных путей снабжения. Армия РФ начала активно обстреливать и бомбить город, в котором на тот момент проживало до 300 000 человек. От обстрелов пострадали и окрестные сёла. Ещё 28 февраля появились сообщения, что из «Градов» обстреляли Киенку и Павловку, взрывы разрушили десятки домов. Некоторые поселения в итоге были целиком уничтожены. Этот период характеризовался большим количеством жертв; только 4 марта при бомбардировке улицы Черновола в Чернигове погибло 47 человек. 24 марта мэр Чернигова сообщил, что в предместьях города разрушено 60—70 % зданий.
Успешной обороне Чернигова помогли значительные формирования ВСУ, расположенные в городе. Основное сопротивление оказывала 1-я танковая бригада ВСУ. Она не только остановила отдельные российские силы, но и перешла к активной обороне и в течение следующих пяти недель защищала Чернигов. Украинская армия успешно обстреливала колонны снабжения российской стороны, двигавшиеся на юг со стороны Гомеля. Это привело к серьёзным сбоям в логистике российской армии, в результате чего группировка, которая должна была входить в Киев с северо-востока, осталась без боеприпасов и продовольствия.

## Освобождение
Неудачи на черниговском направлении вынудили российское руководство пересмотреть свою стратегию ведения войны. На переговорах в Стамбуле в конце марта российская делегация пообещала снизить военную активность под Киевом и Черниговом. В это время российская армия продолжила наносить авиаудары по городу, однако уже в начале апреля войска начали отступать с черниговского направления. 7 апреля пресс-секретарь Пентагона Джон Кирби сообщил, что армия РФ полностью отошла из Киевской и Черниговской областей.
На фоне скорого отступления в конце марта за «мужество и героизм» при «освобождении» населённых пунктов в Черниговской области генерал Александр Лапин вручил награду своему сыну — командующему 1-м гвардейским танковым полком подполковнику Денису Лапину, руководившему неудачным наступлением на Чернигов и Сумы.

## После деоккупации
После деоккупации области начались работы по восстановлению повреждённой инфраструктуры. После освобождения Лукашовки восстанавливать село помогали волонтёры из организации Repair Together. В декабре 2022 Владимир Зеленский заявил, что в Черниговской области в рамках плана быстрого восстановления нужно восстановить 8896 объектов. О желании принять участие в восстановлении области заявили правительства Финляндии, Франции, Латвии. В марте 2024 года Франция объявила, что инвестирует 5 млн евро в реконструкционные работы в Черниговской области, а в апреле Латвия направила 5,3 млн евро на восстановление именно Черниговской области.
Несмотря на отвод войск РФ, обстрелы региона продолжились. Только за апрель 2022 года было совершено четыре нападения на Черниговскую область. В конце мая Владимир Зеленский заявил, что только за одну неделю в мае в области погибли 87 человек. 17 мая местные официальные лица заявили, что в 5 часов утра российские силы выпустили четыре ракеты с самолёта по поселению Десна, где находится крупный военный учебный центр. Две ракеты попали в здание. 25 июня центр снова подвергся атаке.
Удары продолжили наносить и осенью-зимой 2022 года, в основном по приграничным поселениям. 19 октября глава области сообщил о взрывах и атаках на Чернигов дронами-камикадзе. Атаки были направлены на электрическую инфраструктуру и тепловые электростанции. Только за декабрь территории Сумской и Черниговской областей были обстреляны более 150 раз.
По словам губернатора Черниговской области Вячеслава Чауса, в 2023 году российские войска выпустили 15 тыс. снарядов по приграничным сёлам и городам региона, в которых проживает около 15 тыс. человек. Ракетный удар по Чернигову 19 августа 2023 года унёс 7 жизней, более 150 человек были ранены. После ракетного удара 17 апреля 2024 года погибли 18 жителей Чернигова.
В августе 2023 года премьер-министр Денис Шмыгаль сообщал, что на строительство фортификационных сооружений в Черниговской области выделено 363 млн гривен ($9,8 млн). Он же в январе 2024 года сказал, что государство предусмотрело 17,5 млрд гривен ($466 млн) на строительство двух тысяч километров фортификаций вдоль границы и линии фронта. В апреле 2024 Владимир Зеленский посетил строительство фортификационных линий в Черниговской области. Региональные власти отчитывались, что вдоль всей границы между Россией и Белоруссией создана полоса невзрывоопасных заграждений, минных заграждений и разветвленная сеть опорных пунктов.
Черниговская область страдает от загрязнения минами и неразорвавшимися боеприпасами. По оценкам на начало 2024 года, примерно 35 тыс. га земель в Черниговской области были частично заминированы и требовали очистки. Среди участников разминирования в Черниговской области работал пёс Патрон.

## Жизнь в оккупации
Первый человек в подвале умер примерно через неделю. Начали умирать старики, потому что еды мало, воздуха нет, лекарств нет. Поначалу, пока мы еще не готовили на всех, приезжал фургон с пайками, кто-то ухватил ящик и ушел, а кому-то ни одного пайка не досталось. Бабушки, которые не могут подниматься, выходить, оставались без ничего. Потом уже начали разносить по комнатам еду, подсчитали количество человек, чтобы на всех хватило. Будят человека, что началась раздача пищи, а человек уже холодный, потому что там темно, все сидят, не ходят, понять, что кто-то умер, сразу было нельзя. В паре метров от школы была кочегарка. Вечером человек умирает, если утром дверь откроют, то его можно будет вынести в ту кочегарку, и он там лежал несколько дней, а то и неделю, пока они не скажут, что сейчас обстрелов нет, можно его пойти и закопать. Возле этой кочегарки и трупов люди и умывались, и грели воду для чая.
Около полудня 19 марта Дидык с дедом пошел кормить коров, кур и свиней. Новый Быков к этому моменту уже несколько недель жил под оккупацией. Когда они проходили российский блокпост, солдаты сказали, что на все про все у них есть двадцать минут и лучше бы им поторопиться. Когда они вернулись, на блокпосту их встретили уже другие солдаты. Дидыка отвели в сторону и допросили: у кого в селе есть золото, у кого есть оружие, кто вступил в местные отряды сил территориальной обороны.
Потом, вспоминает Дидык, ему надели на голову мешок, повели в подвал, связали руки и жестоко избили. Было даже такое, что военный бил его молотком по коленям. Допросы продолжались: у него пытались выведать расположение ближайших позиций украинских военных. Дидык знал ответы на многие вопросы, но «молчал до последнего»: «Я им сказал только одно — где находится ближайший украинский блокпост, но они это и так знали».
Начинают летать самолеты, значит, через некоторое время ты услышишь, что упадет бомба. Этот кошмар был каждую ночь. Я жил на восьмом этаже. Когда воздушная тревога или гул самолета — прячусь в коридорчик перед квартирой, думал, что так безопасно. Часто там прятались вместе с соседкой Таней, ее мужем и тремя детьми. В подвал спускались, но редко.Житель Чернигова Александр Гашпар
Весь март Чернигов находился в осаде. Местные жители оставались без света, тепла, газа и воды. Ситуация в городе была близка к гуманитарной катастрофе. 3 марта российские военные взорвали мост, связывавший Чернигов с Киевом, что значительно осложнило эвакуацию мирных жителей, доставку гуманитарной помощи и медикаментов. Чтобы приготовить еду, людям приходилось строить печи из камней и кирпичей во дворах, рубить деревья и разводить костры. В городе заканчивалась питьевая вода, её подачу ограничили до 10 литров на человека. Из-за постоянных бомбардировок жители практически не покидали убежища. В середине марта власти Чернигова сообщили, что в городе не хватает мест для захоронения погибших, так как боевые действия продолжаются, а число жертв растёт. При этом главное кладбище города находилось под обстрелами, и тела убитых скапливались в морге. Одновременно с этим люди не могли покинуть Чернигов, так как российские войска обстреливали единственные оставшиеся гуманитарные коридоры.
Похожая ситуация складывалась и в соседних оккупированных сёлах, жители которых были вынуждены проводить почти всё время в подвалах домов. Из-за непрекращающихся уличных боёв из убежищ было невозможно выносить тела погибших.
В селе Ягодное российские военные согнали в подвал школы около 150—300 жителей. В тесном школьном подвале они провели около месяца. Самому младшему было полтора месяца, старшему — 93 года. Из-за недостатка еды, питьевой воды, нормальной циркуляции воздуха и переполненности подвала за это время там умерли 10 человек. Жителей выпускали на улицу только раз в день. Пока они были в подвале, российские солдаты грабили и поджигали дома.

## Последствия

### Жертвы
За первые две недели войны в Черниговской области погибли 228 человек: 123 военных, пять полицейских и сто гражданских лиц. Активные обстрелы окружённого Чернигова привели к ещё большему количеству жертв. Только за один день, 17 марта, в городе погибло 53 человека, среди которых был гражданин США. 10 апреля мэр Чернигова Владислав Атрошенко сообщил, что с начала войны в городе погибло более 700 человек, а 40 — пропали без вести. 25 мая 2022 года власти Черниговской области заявили, что за период активных боевых действий во время российского вторжения в области погибли более 500 человек, а ранены — более 1500. Как минимум 68 из погибших были дети. Люди гибли от снарядов, осколков кассетных бомб, взрывчатых веществ, флешетт.
3 марта российский самолёт сбросил восемь бомб на несколько жилых домов в центре Чернигова, на улице Вячеслава Черновола. У аптеки неподалёку как раз выстроилась очередь за хлебом. В результате атаки погибло 47 человек. Расследователи Human Rights Watch обнаружили на месте атаки как минимум 5 воронок от взрывов, частичное разрушение 18-этажного дома с 12 по 15 этаж, серьёзные повреждения двух 9-этажных домов, а также выбитые окна и повреждённые фасады в двух других 9-этажных домах. Существенно пострадала аптека в одном из этих домов и кардиологический центр по соседству. Территория площади была повреждена взрывами и осколками. 9 марта Amnesty International заявила, что авиаудар по Чернигову, в котором погибли 47 мирных жителей, имеет признаки военного преступления.
После деоккупации стало известно и об умышленных убийствах, совершённых в регионе. В Ягодном были убиты 20 мирных жителей; шестеро были застрелены, среди них — отец и его 12-летняя дочь. В двух соседних сёлах, Старом и Новом Быкове, также были обнаружены свидетельства массовых убийств мирных жителей. По словам местных жителей, российские военные заняли местную школу, больницу и детский сад, а штаб разместили в бомбоубежище местного клуба. В первый день захвата Старого Быкова были расстреляны шесть мирных жителей. В подвале села была устроена пыточная, где содержалось не менее 40 человек. После боевых действий в селе было разрушено около 100 домов и почти вся инфраструктура. В Новом Быкове 30 марта, за день до вывода российских войск, российские солдаты забрали восемь из 21 жителя села, которые содержались в местной котельной. Тела нескольких из них впоследствии были найдены с проломленными черепами. Заместитель директора Черниговского областного морга сообщил о большом количестве тел, доставленных с огнестрельными ранениями в затылок; 20 % из них поступали со связанными руками.
8 июня 2022 генеральный прокурор Украины Ирина Венедиктова заявила, что её ведомству удалось идентифицировать девять российских военных, предположительно причастных к военным преступлениям в Черниговской области. Они служили в 55-й отдельной мотострелковой бригаде из Республики Тува.

### Похищения
Существуют свидетельства о ряде похищений местных жителей российскими солдатами. Так, в городе Сновск Черниговской области 25 марта российские военные похитили семерых мужчин, включая мэра Александра Медведева и бизнесмена, экс-депутата областного совета, Григория Божко. По сообщению местных жителей, их увезли на машинах в сторону Гродно. Также был похищен староста села Гремяч Черниговской области Алексей Карцан.
Жители Чернигова сообщали о пропавших родственниках, задержанных российскими военными. Так, семья Бузиновых не имела сведений о судьбе своего родственника Никиты Бузинова, похищенного в начале марта российскими солдатами. В ноябре 2022 стало известно, что он помещён в СИЗО в Белгороде. По словам родственников, российские военные забрали Никиту после того, как обнаружили в телефоне фотографии домов в Чернигове и в селе Михайло-Коцюбинское, взятые с сервиса Google Maps. Также была похищена и увезена в Россию украинская сельская учительница.

### Разрушения
На территории региона были зафиксированы многочисленные разрушения, пострадало множество объектов жилой и гражданской инфраструктуры, включая школы, больницы и университеты. На начало мая 2022 в Черниговской области было разрушено 680 километров государственных дорог и 22 моста, уничтожено около 10 километров кабелей, что привело к отключению от интернета ряда деревень. В одной только Ивановской общине, объединяющей 17 сёл Черниговской области, были разрушены 1300 домов. В результате разрушений во многих домах области были выбиты окна. 27 февраля в Черниговской области в результате российского обстрела серьёзно пострадало региональное управление Службы безопасности Украины, в котором хранились архивные материалы.
Был уничтожен и разрушен ряд культурных объектов:
- Кинотеатр имени Н. А. Щорса[107][106];
- Церковь святого Феодосия[укр.][106];
- Черниговский военно-исторический музей[108][106];
- Черниговский областной исторический музей имени В. В. Тарновского[109][106];
- Екатерининская церковь[106];
- Черниговская областная универсальная научная библиотека имени В. Г. Короленко[110][106];
- Воскресенская церковь[106];
- Центральная городская библиотека им. М. Коцюбинского[106];
- Черниговский областной художественный музей[106];
- Ивановский дом культуры[106];
- Черниговский литературно-мемориальный музей-заповедник М. М. Коцюбинского[106].